# 마동근린체육공원
마동근린체육공원(馬洞近鄰體育公園, Madong Neighborhood Sports Park)은 대한민국 전라남도 광양시에 있는 스포츠 시설이다. 축구 경기장 2면을 비롯한 체육 시설과 공원 시설이 갖춰져 있다.

## 참고 문헌
- 《전국 공공체육 시설 현황 (2017년말 기준)》. 대한민국 문화체육관광부. 2019.